# Volley Club Menen
Il Volley Club Menen è una società pallavolistica belga maschile con sede a Menen: milita nel campionato belga di Liga A.

## Storia
Il Volley Club Menen raggiunge il massimo campionato belga, la Liga A, nel 2000. Nella stagione 2003-04 esordisce anche in una competizione europea, prendendo parte alla Coppa CEV. I buoni piazzamenti in campionato permettono al club di qualificarsi costantemente alle coppe europee, raggiungendo anche i quarti di finale nella Challenge Cup 2010-11 e le semifinali nell'edizione successiva. In ambito nazionale invece il miglior risultato raggiunto dal club è il terzo posto nei campionati 2006-07 e 2012-13, oltre alla finale nella Coppa del Belgio 2006-07.
Nella stagione 2024-25 vince il suo primo trofeo, ossia la Supercoppa belga.

## Rosa 2013-2014
| N° | Nome             | Ruolo | Data di nascita  | Nazionalità sportiva |
| -- | ---------------- | ----- | ---------------- | -------------------- |
| 1  | Daan van Haarlem | P     | 15 marzo 1989    | Paesi Bassi          |
| 3  | Jelle Sinnesael  | C     | 14 luglio 1985   | Belgio               |
| 4  | Dragan Radović   | C     | 29 gennaio 1979  | Belgio               |
| 5  | Bogomil Anačkov  | S     | 5 gennaio 1986   | Bulgaria             |
| 6  | Julien Lemay     | L     | 17 maggio 1982   | Francia              |
| 8  | Anshel Ver Eecke | S     | 1º maggio 1992   | Belgio               |
| 9  | Jeroen Balduyck  | S/O   | 30 agosto 1990   | Belgio               |
| 10 | Jolan Cox        | S/O   | 12 luglio 1991   | Belgio               |
| 11 | Dwight Delanghe  | C     | 1º febbraio 1991 | Belgio               |
| 14 | Lienert Cosemans | P     | 20 ottobre 1993  | Belgio               |
| 18 | Aljosa Urnaut    | S     | 25 febbraio 1988 | Belgio               |

## Palmarès
- Supercoppa belga: 1

2024